# Pierantonio Pavanello
Pierantonio Pavanello (Bassano del Grappa, Véneto; 20 de mayo de 1955) es obispo católico, canonista, profesor y jurista italiano. Ordenado en 1982. Durante estos años ha ejercido diversos cargos episcopales.
Desde el 20 de febrero de 2016, es el Obispo de Adria-Rovigo.

## Biografía
Nacido en el municipio italiano de Bassano del Grappa en la Región de Véneto, el día 20 de mayo de 1955.
En su adolescencia descubrió su vocación pastoral y eso le llevó a ingresar en el seminario para realizar su formación eclesiástica.
También estudió Jurisprudencia en la Universidad de Padua y el 16 de mayo de 1982 fue ordenado sacerdote para la Diócesis de Vicenza, por el entonces obispo Mons. Arnoldo Onisto.
Años más tarde, en 1989 fue Capellán de Valdagno y comenzó a asistir a la Pontificia Universidad Gregoriana de Roma, en la cual en 1993 obtuvo un doctorado en Derecho canónico. Desde esa fecha ha ejercido como profesor en el Seminario Diocesano de Vicenza, en el Instituto San Antonio Dottore de Padua y en el Instituto de Derecho Canónico San Pío X de Venecia.
También ha sido secretario del consejo presbiteral y pastoral de la Diócesis de Vicenza, vicario judicial adjunto en la corte de la iglesia en la Región Eclesiástica Trivéneto y canciller de la curia diocesana. 
Cabe destacar que el 27 de octubre de 2005, el papa Benedicto XVI le otorgó el título honorífico de Prelado de Honor de Su Santidad.
Actualmente el 23 de diciembre de 2015, el papa Francisco lo ha nombrado como nuevo Obispo de la Diócesis de Adria-Rovigo, en sucesión de Mons. Lucio Soravito De Franceschi que renunció por motivos de edad.
Tras su nombramiento ha elegido su escudo y la frase "Come Io Ho Amato Voi".
Recibió la consagración episcopal el día 20 de febrero de 2016, a manos del cardenal secretario de Estado de la Santa Sede Mons. Pietro Parolin y de sus co-consagrantes, el Obispo de Vicenza Mons. Beniamino Pizziol y su predecesor Mons. Lucio Soravito De Franceschi.

## Obras

### Monografía
- Il requisito della perpetuità nell’incapacità di assumere le obbligazioni essenziali del matrimonio (Can. 1095, 3°), «Analecta Gregoriana» 266, Roma 1994

### Publicaciones
- Il requisito della perpetuità nell’incapacità di assumere le obbligazioni essenziali del matrimonio, «Periodica de re canonica» 83 (1994) 119-144.

Impotentia coeundi et incapacitas assumendi onera: elementa analogiae et differentiae in iurisprudentia recentiori, «Periodica de re canonica» 84 (1995) 369-393.
- I presbiteri “fidei donum” speciale manifestazione della comunione delle Chiese particolari tra loro e con la Chiesa universale, in «Quaderni di diritto ecclesiale» 9 (1996), 35-37.
- La determinazione canonica del ministero del diacono permanente, in «Quaderni di diritto ecclesiale» 10 (1997), 143-159.
- Il promotore di giustizia e il difensore del vincolo, in I giudizi nella Chiesa. Il processo contenzioso e il processo matrimoniale, Milano 1998, pp. 109-126.
- Nuova richiesta ad un’autorità differente di una grazia negata (can. 65), in «Quaderni di diritto ecclesiale» 13 (2000), 192-198.
- Selezione, formazione e retribuzione dei laici, in I laici nella ministerialità della Chiesa, Milano 2000, 265-292.
- Commento ai cann. 460-572, in Il Codice di Diritto Canonico commentato, Milano 2001.
- Piccolo lessico delle cause dei santi, in «Quaderni di diritto ecclesiale» 15 (2002), 91-99.
- La formazione dei laici che esercitano un servizio ecclesiale (can. 231 § 1), in «Quaderni di diritto ecclesiale»15 (2002), 100-106.
- La condizione giuridica del chierico fuori della diocesi di incardinazione, in «Quaderni di diritto ecclesiale» 15 (2002), 146-159.
- La dimensione giuridica del matrimonio: significato teologico e conseguenze pastorali, in «Quaderni di diritto ecclesiale» 15 (2002), 325-336.
- La cooperazione fra le Chiese, in Chiese particolari e Chiesa universale, Milano 2003, 55-82.
- L’istruttoria di una causa di nullità matrimoniale per incapacità (can. 1095,2°-3°), in «Quaderni di diritto ecclesiale» 16 (2003), 203-214.
- La vacanza dell’ufficio di parroco, in «Quaderni di diritto ecclesiale» 17 (2004), 176-185.
- Il Consiglio episcopale (can. 473 § 4), in «Quaderni di diritto ecclesiale» 18 (2005), 70-78
- La parrocchia: prospettive canonistiche innovative, in «Quaderni di diritto ecclesiale» 18 (2005), 299-312.
- Servizio ministeriale fuori della struttura di incardinazione, in LUIS NAVARRO (ed.), L’istituto dell’incardinazione. Natura e prospettive, Milano 2006, 195-215.
- Il can. 1095 nell’Istruzione “Dignitas Connubii”, in J.I. ARRIETA (ed.), L’istruzione Dignitas Connubii nella dinamica delle cause di nullità matrimoniali, Venezia 2006, 59-69.
- La parrocchia nell’attuale Codice di Diritto Canonico: una normativa in tensione tra la tradizione post-tridentina e un nuovo modello di parrocchia, in L. SORAVITO-L. BRESSAN (ed.), Il rinnovamento della parrocchia in una società che cambia, Padova 2007, 67-87.
- I soggetti dell’iniziazione cristiana dei fanciulli, in Iniziazione cristiana: profili generali, Milano 2008, 173-188.
- “Fragilità” del matrimonio oggi. Qualche riflessione dall’esperienza dei processi di nullità del matrimonio, in «Credere oggi» XXXI 1(2011) n. 181, 111-131.
- Licenze e dispense matrimoniali, in «Quaderni di diritto ecclesiale» 24 (2011), 500-505.
- La rimozione del vetitum, la convalidazione del matrimonio e la separazione, in «Quaderni di diritto ecclesiale» 25 (2012), 244- 250.
- La corresponsabilità nel governo della diocesi durante la sede vacante, in «Quaderni di diritto ecclesiale» 26 (2013), 150-161.
- Nota sulla sentenza nel processo di appello, in «Quaderni di diritto ecclesiale» 27 (2014), 222-226.
- Il processo documentale, in Il Diritto nel Mistero della Chiesa/IV. Prassi amministrativa e procedure speciali, Città del Vaticano 2014, 163-172.
- Il procedimento di rimozione del divieto di passare a nuove nozze, in Il Diritto nel Mistero della Chiesa/IV. Prassi amministrativa e procedure speciali, Città del Vaticano 2014, 265-267.
- Strumenti giuridici per la cooperazione missionaria nell’esperienza della Chiesa italiana in «Quaderni di diritto ecclesiale» 28 (2015), 222-226.
- I processi di nullità matrimoniale all’interno della sollecitudine pastorale della Chiesa. Proposte e prospettive alla luce del percorso sinodale, in «Credere oggi», 35 (2015), 85-107.

## Condecoración
| Distinción                      | Período               | Lugar               | Otorgado por  |
| ------------------------------- | --------------------- | ------------------- | ------------- |
| Prelado de honor de Su Santidad | 27 de octubre de 2005 | Ciudad del Vaticano | Benedicto XVI |